# Jeremy Corbyn
Jeremy Bernard Corbyn, född 26 maj 1949 i Chippenham i Wiltshire, är en brittisk politiker. Från 12 september 2015 till 4 april 2020 var han partiledare för Labour. Han är ledamot av det brittiska underhuset sedan valet 1983, där han representerar valkretsen Islington North i London. 
Corbyn anses av politiska bedömare stå långt till vänster i Labour. Han är medlem i Socialist Campaign Group (en grupp av vänsterinriktade parlamentsledamöter för Labour) och i Campaign for Nuclear Disarmament.

## Tiden som partiledare
Efter nederlaget i parlamentsvalet 2015 meddelade Ed Miliband sin avgång som partiledare. Corbyn ställde upp som partiledare och vann i en medlemsomröstning. Valet av Corbyn sågs som en sensation i brittisk politisk historia. I partiledarvalet vann han med 59,5 procent av rösterna medan hans motståndare Andy Burnham, Yvette Cooper och Liz Kendall fick respektive 19, 17 och 4,5 procent. Corbyn efterträdde Harriet Harman som utsetts till tillförordnad partiledare efter att Ed Miliband avgick. 
Inom Labour har han varit omtvistad och valet av honom har bland annat kritiserats av de tidigare partiledarna Tony Blair och Gordon Brown. När Corbyn valdes meddelade tolv ledamöter i Labours dåvarande skuggregering att de inte ville ha kvar sina funktioner under honom.
Samma dag som resultatet av folkomröstningen om Storbritanniens medlemskap i EU blev klart lade två parlamentsledamöter från Labourpartiet, Margaret Hodge och Ann Coffey, ett förslag om misstroendevotum mot Corbyn i Labours partigrupp, samtidigt som en stor del av skuggregeringen lämnade sina poster i protest mot Corbyns ledarskap och hur han hanterat valkampanjen i samband med folkomröstningen. Ett nytt partiledarval bland medlemmarna hölls därför den 24 september 2016, med Owen Smith som motkandidat. Corbyn omvaldes med 61,8 procent av rösterna.
I parlamentsvalet 2017 gick Labour fram medan Konservativa partiet under premiärminister Theresa May gick tillbaka något i antal mandat. May kunde dock sitta kvar som premiärminister, nu som ledare för en minoritetsregering. Valutgången var bättre för Labour än vad som hade väntats i valrörelsens startskede, vilket stärkte Corbyns ställning i partiet.
Corbyns tid som partiledare präglades bland annat av en debatt om omfattande antisemitism i Labour, och att Corbyn inte tagit frågan på allvar.
Parlamentsvalet 2019 blev dock ett stort bakslag för Labour och Corbyn. Den konservative premiärministern Boris Johnson uppnådde egen majoritet och Labour fick den lägsta andelen mandat sedan valet 1935. Corbyn meddelade därför sin avgång som partiledare, och efterträddes i april 2020 av Keir Starmer.

## Corbyn om EU och NATO
Corbyn anser att Storbritannien bör lämna militäralliansen Nato. Han har även kritiserat EU i skarpa ordalag. Bland annat har han kallat unionen för en "frimarknadsklubb som hotar arbetarnas rättigheter". I EU-frågan bytte han dock fot sedan han blev partiledare och stödde kampanjen för fortsatt EU-medlemskap inför folkomröstningen i juni 2016. 

## Övriga politiska frågor
Corbyn anser att skatterna bör höjas, är motståndare till all form av ekonomisk åtstramning, vill låna till stora investeringar och anser att den brittiska järnvägen åter bör förstatligas. Under 32 år som ledamot av det brittiska underhuset fram till att han blev partiledare röstade Corbyn emot partilinjen fler än 500 gånger.